# 91 (nombre)
« Quatre-vingt-onze » et « Nonante-et-un » redirigent ici. Pour l'année, voir 91.
Le nombre 91 (quatre-vingt-onze ou nonante-et-un) est l'entier naturel qui suit 90 et qui précède 92. La forme sans traits d'union nonante et un est également reconnue.

## En mathématiques
Le nombre 91 est :
- un nombre composé deux fois brésilien car 91 = 1119 = 7712,
- le 13e nombre triangulaire (donc le 5e nombre ennéagonal centré et le 7e nombre hexagonal),
- le 6e nombre hexagonal centré,
- le 4e nombre cubique centré,
- le 2e nombre cabtaxi,
- la somme des carrés des entiers de 1 à 6, ce qui en fait le 6e nombre pyramidal carré,
- le plus petit nombre pseudo-premier satisfaisant à la congruence 3n ≡ 3 mod n,
- le 31e nombre semi-premier[1].

## Dans d'autres domaines
Le nombre 91 est aussi :
- le numéro atomique du protactinium,
- le numéro de la sourate Ash-Shams dans le Coran,
- le numéro de la route européenne 91 en Turquie,
- le numéro de l'Interstate 91, une autoroute inter-États aux États-Unis,
- l'indicatif téléphonique international pour appeler l'Inde,
- en cents de dollar américain, le montant qu'on possède si l'on dispose de chacune des pièces de valeur inférieure à un dollar (50 + 25 + 10 + 5 + 1),
- l'identifiant ISBN pour les livres publiés en Suède,
- le numéro du département français de l'Essonne,
- également dans l'histoire de France, le numéro de l'ancien département d'Alger (en Algérie française, avant l'indépendance du pays),
- l'ancienne ligne 91 du tramway de Bruxelles,
- 091, un groupe espagnol de rock.